# 2023年世界陸上競技選手権大会ドミニカ国選手団
2023年世界陸上競技選手権大会ドミニカ国選手団は、2023年8月19日から8月27日までハンガリーのブダペストで開催された第19回世界陸上競技選手権大会のドミニカ国選手団。

## 選手団
- 人員: 選手 1人

## 選手名簿・結果
| 選手               | 種目       | 予選      | 予選 | 決勝      | 決勝 |
| 選手               | 種目       | 結果      | 順位 | 結果      | 順位 |
| ------------------ | ---------- | --------- | ---- | --------- | ---- |
| シーア・ラフォンド | 女子三段跳 | 14.62m NR | 2位  | 14.90m NR | 5位  |